# Francysk Skaryna

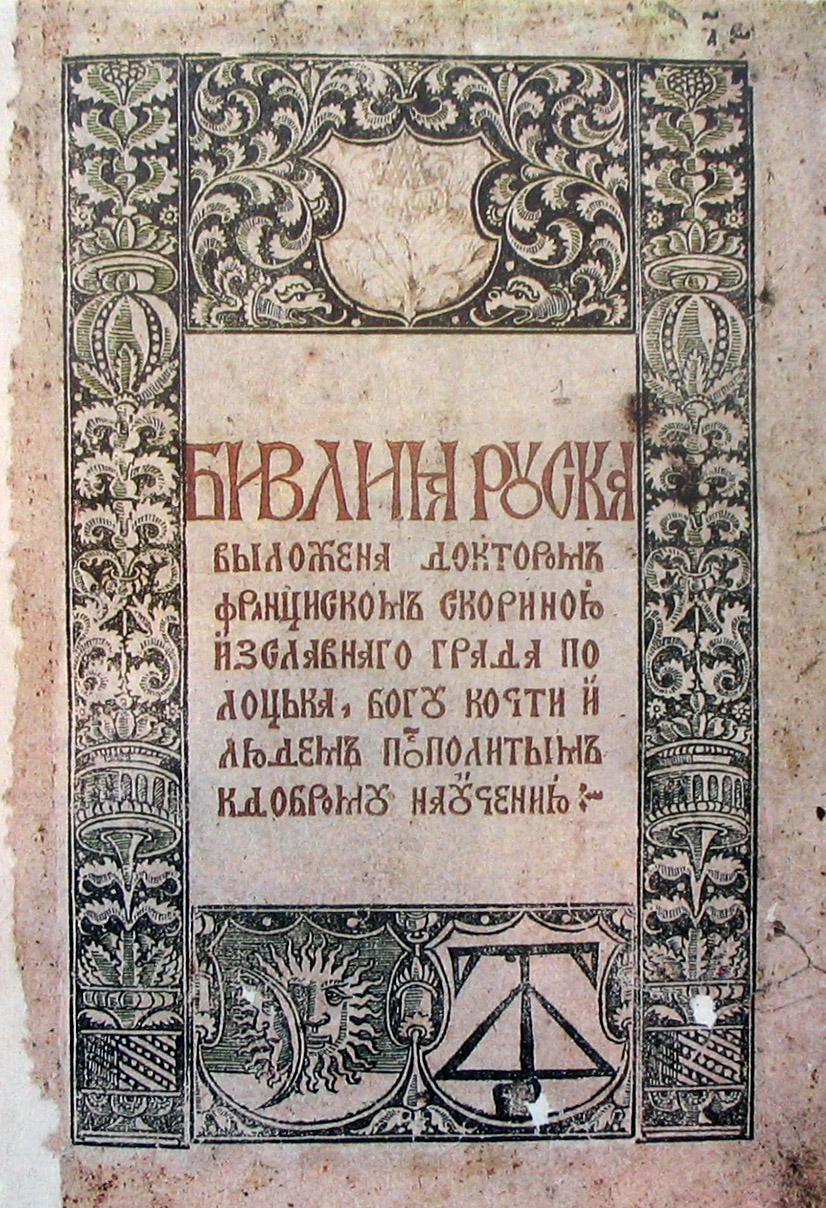
Titelsida i Skarynas bibelöversättning, 1517.

Francysk Skaryna, även känd som Francisk Skorina (belarusiska: Францыск Скарына: Frantsysk Skaryna), född 6 mars 1486 i Polotsk, död 1541 i Prag, var en belarusisk bibelöversättare, verksam i storfurstendömet Litauen. Han anses ha lagt grunden för utvecklingen av det belarusiska språket.
Han utgav från eget tryckeri i Prag och i Vilna 1517–1525 en omarbetad upplaga av den gammalslaviska bibelöversättningen. Av detta verk återstår 16 böcker, som räknas till de sällsyntaste ryska inkunablerna.
Asteroiden 3283 Skorina är uppkallad efter honom.